# Nigromante (Guanajuato)
Nigromante es una localidad del estado mexicano de Guanajuato. Es parte del municipio de San Miguel de Allende.

## Toponimia
El nombre de la localidad rinde homenaje a Ignacio Ramírez «El Nigromante», pensador liberal del siglo XIX, oriundo del municipio de San Miguel de Allende.

## Demografía
| Censo | Población |
| ----- | --------- |
| 2000  | 1 162     |
| 2010  | 1 144     |
| 2020  | 1 250     |